# جينغ لوسي
جينغ لوسي (بالإنجليزية: Jing Lusi) هي ممثلة بريطانية ولدت في شانغهاي.

## حياتها الشخصية
ولدت لوسي في شانغهاي لأبوين صينيين، ثم انتقلت إلى المملكة المتحدة في سن الخامسة رفقة عائلتها حيث استقروا في ساوثهامبتون، درست القانون في جامعة لندن.

## المسيرة المهنية
حصلت لوسي على دورها التلفزيوني الأول في مسلسل هولبي سيتي الدرامي الطبي الحائز على جائزة BAFTA على قناة بي بي سي. ظهرت لأول مرة كدور رئيسي في عام 2012، حيث لعبت دور تارا لو. في عام 2013، غادرت لوسي فريق الممثلين عندما ماتت شخصيتها أثناء جراحة المخ والأعصاب، بثت الحلقة الأخيرة في 16 أبريل 2013. وقد لعبت دور البطولة في برامج تلفزيونية مثل رجل محظوظ من ستان لي ومثل ليلي آن لاو الشرير جنبًا إلى جنب مع جيمس نيسبيت.
في الأفلام، لعبت لوسي دور البطولة في فيلم الإثارة Survivor وكان يعتبر أول دور بطولي لها إلى جانب ميلا جوفوفيتش، بيرس بروسنان، ديلان ماكديرموت، روبرت فورستر، وحقق الفلم نجاحاً كبيراً. على خشبة المسرح أدت لوسي دور أماندا في جائزة بوليتسر للمسرحية المختصرة 4000 ميل في المسرح الملكي، وباث وغرفة الطباعة في لندن في عام 2013، والتي تلقت إشادة من النقاد.
وفي مطلع عام 2022 ظهرت في مسلسل رجل في مواجهة نحلة في دور (نينا) رفقة روان أتكينسون، وفي فيلم قلب من حجر تلعب لوسي أحد الادوار الأساسية في الفيلم الذي سيصدر في أغسطس 2023.

## روابط خارجية
- جينغ لوسي على موقع IMDb (الإنجليزية)
- جينغ لوسي على موقع قاعدة بيانات الفيلم (الإنجليزية)